# سد شنس
سد شنس (به لاتین: Šance Dam) یک مخزن سد در جمهوری چک است که در ستاره هامری واقع شده‌است.